# Rich Gaspari
Rich Gaspari (New Brunswick, 16 maggio 1963) è un ex culturista e imprenditore statunitense.
È un bodybuilder professionista IFBB americano attivo negli anni '80 e inizio '90. La prima gara professionistica fu la IFBB Night of Champions del 1985. Per tre volte si è classificato secondo all'IFBB Mr. Olympia.
Fu il primo professionista a presentare un grado di definizione muscolare notevole nei glutei. L'anno di ritiro dall'agonismo fu il 1996. È stato giudice professionista IFBB. Attualmente è CEO dell'azienda di integrazione alimentare Gaspari Nutrition, fondata da lui stesso nel 2001 e resa popolare da integratori come "Myofusion", "IntraPro", "SuperPump" e "SizeOn".
Nel 2011 Gaspari ha ricevuto il premio Muscle Beach Hall of Fame Award. Gaspari è comparso su innumerevoli copertine delle riviste di fitness e cultura fisica. Nel 2011 è apparso nuovamente sul numero di ottobre di Iron Man, 23 anni dopo che gli era stata dedicata una simile copertina dallo stesso giornale.
Nel 2013 ha ricevuto l'Arnold Classic Lifetime Achievement Award, il premio a chi si è adoperato nella diffusione del fitness ideato e distribuito ogni anno da Arnold Schwarzenegger.
Il 4 marzo 2014 è uscito il suo primo libro 51 Days No Excuses, Dunham Books, un programma in 51 giorni per trasformare corpo e mente, con un approccio positivo e concreto ad un vero cambiamento nello stile di vita. Nel libro il lettore trova non solo dieta e programma di allenamento con i pesi, ma anche come superare ostacoli e problemi personali oltre a come rimanere motivato nonostante le avversità. Il libro può essere considerato l'autobiografia di Rich Gaspari.
Ad aprile 2014 il libro è stato tradotto in italiano e pubblicato da RP Publishing: 51 Giorni senza scuse.

## Biografia
I genitori emigrarono prima in Canada e poi nel New Jersey, Stati Uniti d'America, dopo la seconda guerra mondiale lasciando il paese di Portocannone, nella provincia di Campobasso, in Italia. Attualmente risiede a Jackson (New Jersey).

## Cronologia delle competizioni
- 1983 NPC Junior Nationals Overall 1°
- 1983 NPC Junior Nationals HeavyWeight, 1°
- 1983 NPC Nationals HeavyWeight, 5°
- 1984 NPC Nationals Light-HeavyWeight, 1°
- 1984 World IFBB Amateur Championships Light-HeavyWeight, 1°
- 1985 IFBB Night of Champions 2°
- 1985 IFBB Mr. Olympia 3°
- 1986 IFBB Los Angeles Pro Championships 1°
- 1986 IFBB Mr. Olympia 2°
- 1986 IFBB World Pro Championships 1°
- 1987 IFBB Grand Prix France 1°
- 1987 IFBB Grand Prix Germany 2°
- 1987 IFBB Grand Prix Germany (2) 1°
- 1987 IFBB Mr. Olympia 2°
- 1988 IFBB Grand Prix England 2°
- 1988 IFBB Grand Prix France 1°
- 1988 IFBB Grand Prix Germany 1°
- 1988 IFBB Grand Prix Greece 2°
- 1988 IFBB Grand Prix Italy 1°
- 1988 IFBB Grand Prix Spain (2) 2°
- 1988 IFBB Grand Prix Spain 1°
- 1988 IFBB Mr. Olympia 2°
- 1989 IFBB Arnold Classic 1°
- 1989 IFBB Mr. Olympia 4°
- 1990 IFBB Mr. Olympia 5°
- 1991 IFBB Arnold Classic 7°
- 1991 IFBB Mr. Olympia 10°
- 1992 IFBB Arnold Classic 13°
- 1994 IFBB Chicago Pro Invitational 16°
- 1994 IFBB Niagara Falls Pro Invitational 15°
- 1994 IFBB Night of Champions – non classificato
- 1995 IFBB Canada Pro Cup 5°
- 1995 IFBB Night of Champions 12°
- 1996 IFBB Canada Pro Cup 11°
- 1996 IFBB Florida Pro Invitational 12°
- 1996 IFBB San Jose Pro Invitational 16°